# Back Street (Lou Donaldson)
Back Street è un album di Lou Donaldson, pubblicato dalla Muse Records nel 1982. Il disco fu registrato a Parigi (Francia) nel 1982.

## Tracce
Lato A
1. Be My Love – 9:19 (Nocholas Brodszky, Sammy Cahn)
2. Cheer, Cheer – 3:10 (Lou Donaldson)
3. Now's the Time – 7:30 (Charlie Parker)

Lato B
1. Exactly Like You – 7:51 (Dorothy Fields, Jimmy McHugh)
2. Back Street – 6:07 (Lou Donaldson)
3. Confirmation – 8:06 (Charlie Parker)

## Musicisti
- Lou Donaldson - sassofono alto
- Herman Foster - pianoforte
- Geoff Fuller - basso
- Victor Jones - batteria